# Third Text
Third Text (titre complet: Third Text, Third World perspectives on contemporary art and culture : tiers texte, perspectives du Tiers-monde sur la culture et l'art contemporains) est une revue universitaire qui traite de l'art dans un contexte global.

## Historique
Dirigée par Rasheed Araeen (en), sa publication commence en 1987. Elle succède à la revue Noir Phoenix, dont seuls trois numéros ont été publiés, sous la forme d'une revue théorique. Third Text remet en question les frontières entre les arts visuels, et critique la réflexion académique occidentale. La revue ouvre ses pages aux critiques d'arts reconnus ainsi qu'à de nouvelles voix, publie des articles et des travaux interdisciplinaires qui se veulent novateurs, et se positionne contre l'Eurocentrisme et les habituelles dynamiques centre-périphérie.

## Editions spéciales
Certains numéros de la revue sont des éditions spéciales, dédiées à une thématique spécifique.
- n. 6, 1989. Magiciens de la Terre.
- n. 8-9, 1989. ‘The Other Story: AfroAsian Artist in Britain'.
- n. 11, 1990. ‘Beyond the Rushdie Affair'.
- n. 12, 1990. Body Politics.
- n. 15, 1991. Art & Immigration.
- n. 18, 1992. Cultural Identity.
- n. 19, 1992. Autobiography.
- n. 20, 1992. Cuba.
- n. 21, 1992. The Wake of Utopia.
- n. 23, 1993. Africa (dirigé par Olu Oguibe).
- n. 32, 1995. Contaminations.
- n. 47, 1999. 3W3, Third WorldWide Web (dirigé par Sean Cubitt).
- n. 51, 2000. Obscene Powers: Corruption, Coercion and Violence.
- n. 79, 2006. Europe: The Fifties Legacy.
- n. 80-81, 2006. The Conflict and Contemporary Visual Culture in Palestine & Israel.
- n. 83, 2006. Fortress Europe: Migration, Culture and Representation
- n. 85, 2007. The Balkans.
- n. 90, 2008. Turkey: The Space of the Min(d)field.
- n. 91, 2008. A Very Special British Issue.
- n. 93, 2008. Picturing 'Gypsies': Interdisplinary Approaches to Roma Representation.
- n. 94, 2008. Whither Tactical Media?
- n. 96, 2009. Socialist Eastern Europe.
- n. 98, 2009. Media Arts: Practice, Institutions and Histories.
- n. 99, 2009. Art, Praxis and the Community to Come.
- n. 100, 2009. A Vision of the Future.
- n. 102, 2010. Cinema in Muslim societies.
- n. 103, 2010. Beyond Negritude: Senghor’s Vision for Africa.
- n. 108, 2011. The Militant Image: A Ciné-Geography.
- n. 111, 2011. Contemporaneity and Art in Southeast Asia.
- n. 113, 2011. Ruins: Fabricating Histories of Time.
- n. 114, 2012. ‘Bursting on the Scene': Looking Back at Brazilian Art.
- n. 117, 2012. Not, not Arab.
- n. 120, 2013. Contemporary Art and the Politics of Ecology.